# Línea 02 (Subús de Alicante)
La línea 02 de autobús de Alicante realiza el trayecto entre los barrios de la Florida y el barrio del Pla del Bon Repós, en un bloque de viviendas conocido como Sagrada Familia, que da nombre a esta línea; cruzando Alicante en diagonal de este a oeste.

## Recorrido
El autobús sale del barrio de la Florida y se dirige hacia el este por el sur del barrio de Benalúa, efectuando varias paradas en la avenida Lorenzo Carbonell, cruza el centro para pasar por el litoral marino de la Puerta del Mar y rodeando el monte Benacantil hasta el barrio del Pla del Bon Repós, donde efectúa su última parada. 
Tiene conexiones con diversos centros de estudio, el casco antiguo de la ciudad, el litoral, el acceso al castillo de Santa Bárbara, el MARQ, así como conexiones cercanas con el centro comercial Plaza Mar 2 y el hospital concertado Perpetuo Socorro.

## Horarios
Entre semana, sale una expedición en cada sentido desde las 06:15h y cada once o doce minutos hasta su última salida en ambos sentido a las 22:30h. Los sábados se reduce el horario, saliendo el primero a las 7:00h y reduciendo su frecuencia a los 14 minutos. Los domingos se reduce hasta los 19 minutos. En verano se amplían los horarios con salidas en cada sentido a las 6:00h cada diez minutos entre semana, el aumento de la frecuencia a 12 minutos los sábados y una frecuencia entre 12 y 18 minutos domingos y festivos.

## Paradas
| Ida    | Ida                                           | Ida           | Vuelta | Vuelta                                              | Vuelta                    |
| ------ | --------------------------------------------- | ------------- | ------ | --------------------------------------------------- | ------------------------- |
| Código | Nombre                                        | Conexiones    | Código | Nombre                                              | Conexiones                |
| 4000   | Asturias 41                                   |               | 4018   | Lérida 6                                            |                           |
| 4001   | Ana Navarro 36                                |               | 4019   | Enrique Monsonís Domingo 4                          |                           |
| 4002   | SCD Betis Florida - San Lorenzo               | 04            | 4020   | Maestro Luis Torregrosa 17                          |                           |
| 4003   | Flor I                                        |               | 4021   | Enrique Pérez Cascales 6                            |                           |
| 4004   | Alcalde Lorenzo Carbonell 47                  |               | 4022   | Gonzalo Mengual 15                                  | 191                       |
| 4005   | Alcalde Lorenzo Carbonell 37                  |               | 4023   | Dr. Sapena 45                                       | 191                       |
| 3123   | Alcalde Lorenzo Carbonell 26 - IES Cavanilles | 01, B, 27, 36 | 4024   | Plaza Doctor Gómez Ulla 3                           | 191, TURI                 |
| 3911   | Alcalde Lorenzo Carbonell 15                  | 01, B         | 2507   | Vázquez de Mella - Estación MARQ                    | 23, C6,                   |
| 3124   | Catedrático Soler 45                          | 01, B, 27     | 4025   | Canónigo Manuel Penalva 2                           | 23                        |
| 3912   | Catedrático Soler 27                          | 01, B         | 4027   | Dénia 3                                             | A, 23N                    |
| 3126   | Óscar Esplá 16                                | 01, 06        | 2685   | Jovellanos - Ascensor Santa Bárbara                 | A, 21N, 22N               |
| 4446   | Reyes Católicos 49                            | 01            | 4359   | Juan Bautista Lafora 2 - Puerta del Mar             | A, 21, 21N, 22, 22N, 23N, |
| 3127   | Reyes Católicos 17                            | 01            | 4045   | Rambla Méndez Núñez 16                              |                           |
| 3914   | Teatro 37                                     | 03, 21, 22    | 2682   | Rambla Méndez Núñez 40 - San Cristóbal              | 05, 21, 22, 24N, TURI     |
| 3915   | Plaza Ruperto Chapí 3                         | 03, 21, 22    | 3937   | Alfonso el Sabio 12                                 | 01, 05, C6, TURI          |
| 2606   | Rambla Méndez Núñez 7 - Portal de Elche       | 21, 22, 24N   | 3938   | Plaza de los Luceros 8                              | 01, 27, 192,              |
| 4009   | Juan Bautista Lafora - Playa Postiguet        | B, 22N        | 3939   | Federico Soto 1                                     | 01, 24                    |
| 2608   | Jovellanos - Playa Postiguet                  | B, 21, 22     | 3940   | Pintor Lorenzo Casanova 22                          | 01                        |
| 4065   | Canónigo Manuel Penalva 7                     |               | 3941   | Pintor Lorenzo Casanova 60                          | 01                        |
| 4010   | Celia Valls 2                                 | 191           | 3103   | Catedrático Soler 8                                 | 01, 27, A                 |
| 4036   | Joaquín Turina 6                              | 191           | 3942   | Catedrático Soler 18                                | 01                        |
| 4012   | Plaza Estella 6                               | 191           | 3943   | Catedrático Soler 34                                | 01, A                     |
| 4013   | Ingeniero Canales 5                           | 191           | 3104   | Catedrático Soler 50                                | 01, 27, A                 |
| 3566   | Padre Esplá 36                                | 09, 10, 191   | 3944   | Alcalde Lorenzo Carbonell 16                        | 01, A                     |
| 4014   | Rio Serpis                                    |               | 3105   | Alcalde Lorenzo Carbonell 32 - IES Cavanilles       | 01, 27, 36, A             |
| 4015   | José Luis Albiñana Olmos 9                    |               | 4028   | Alcalde Lorenzo Carbonell 48 - CP Florida           |                           |
| 4016   | Catedrático Doctor Jiménez Cisneros 13        |               | 4029   | Alcalde Lorenzo Carbonell 54 - IES Figueras Pacheco |                           |
| 4017   | Catedrático Doctor Jiménez Cisneros 25        |               | 4030   | Flor II                                             |                           |
| 4018   | Lérida 6                                      |               | 4031   | SCD Betis Florida 29                                | 04                        |
|        |                                               |               | 4032   | Régulo 1 - Plaza Magallanes                         |                           |
| 4033   | Astrónomo Comas Solá - Plaza de la Viña       |               |        |                                                     |                           |
| 4000   | Asturias 41                                   |               |        |                                                     |                           |